# William Marrion Branham
William Marrion Branham (Burkesville, 6 de abril de 1909 — Amarillo, 24 de dezembro de 1965) foi um ministro, evangelista e pregador de influência dispensacionalista, que iniciou o reavivamento da cura após a Segunda Guerra Mundial. Ele deixou um impacto duradouro no televangelismo e no movimento carismático moderno. Na época em que foram realizadas, suas reuniões inter-denominacionais foram as maiores reuniões religiosas já realizadas em algumas cidades americanas. Branham foi o primeiro ministro da libertação americano a fazer campanha com sucesso na Europa; seu ministério alcançou o público global com as principais campanhas realizadas na América do Norte, Europa, África e Índia.

## Juventude, conversão e ordenação
Branham nasceu em uma cabana, nas montanhas de Kentucky, sendo o primeiro dos nove filhos de Charles e Ella Branham. Branham descreve, desde a tenra infância, ter passado por experiências sobrenaturais, incluindo muitas visões. (Entre essas visões a mais importante é a que cita a construção de uma ponte entre Louisville e Jeffersonville, onde ele viu 16 homens caindo da mesma e morrendo afogados. Ele conta que em uma ocasião, durante sua adolescência, foi chamado por uma astróloga, que lhe contou que ele havia nascido sob um sinal especial.   A família de Branham não era religiosa; todavia ele conta ter tido um contato mínimo com o Cristianismo durante sua infância. Em 1929, ele começou a frequentar a Primeira Igreja Batista Pentecostal de Jeffersonville liderada pelo pastor Roy Davis, onde se converteu ao cristianismo. Davis batizou Branham e seis meses depois, ele ordenou Branham como ministro e presbítero em sua igreja.
Em 1936, Branham foi convidado a pregar em uma convenção de igrejas da Unicidade Pentecostal, e recebeu convites para nelas integrar-se. Branham conta que, pressionado por sua sogra, inicialmente não aceitou esses convites, o que resultou em grandes tragédias, incluindo a morte de sua primeira esposa e filha.

## O seu ministério
Final da década de 1930 e o início da década de 1940.
Por volta da metade da década de 1940, Branham estava conduzindo campanhas de cura quase que exclusivamente com as igrejas da Unicidade Pentecostal. A expansão do ministério de Branham com a comunidade pentecostal se deu com a introdução de Gordon Lindsay em 1947, que rapidamente se tornou seu administrador e promotor. Neste tempo, muitos outros preeminentes pentecostais ingressaram junto ao seu corpo de ministros, como Ern Baxter e FF. Bosworth. Gordon Lindsay provou ser um capaz divulgador, fundando a revista A Voz da Cura em 1948, que iniciou-se reportando as campanhas de cura de Branham.
A partir da metade da década de 1950, William Branham sempre tratava abertamente da doutrina bíblica, indicando uma posição mais na linha da Unicidade, posição referente à divindade, e pelo final dos anos 50 ele declarava expressamente que a Trindade como apresentada pela maioria das igrejas não tinha base escritural, e havia se iniciado no Concílio de Niceia com crenças pagãs de Roma.

## As visitações do Anjo e os sinais sobrenaturais
Segundo o próprio William Branham, sinais sobrenaturais lhe foram dados a fim de convencer as pessoas de que ele era um servo de Deus (Cristão). Um sinal físico aparecia em suas mãos a fim de indicar a doença antes mesmo de ela ser notada por médicos. Posteriormente, ele afirmou que, revelado por Deus, conhecia os segredos e necessidades individuais das pessoas que procuravam por seus serviços, através do Espírito Santo, com o objetivo de curá-las de suas doenças. Para alguns, esses sinais, além de outras afirmações feitas pelo líder religioso, atestam que Branham foi um profeta em cumprimento as profecias escriturísticas sobre os últimos tempos descritas no livro de Malaquias, capítulo 4:5, 6. Tal versículo, inclusive, é frequentemente utilizado nas palestras ministradas por William Branham como meio de comunicação de sua identificação bíblica.
As descrições de Branham acerca de suas experiências sobrenaturais remontam à sua infância. Como jovem, ele foi considerado "nervoso", porque falava de suas visões e da voz que lhe falava como um vento, que lhe dizia: "Nunca beba, ou fume, ou polua o seu corpo. Haverá um trabalho para você fazer quando tornar-se mais velho". Um fato de que, pouco depois de ser ordenado, ele estava batizando algumas pessoas em 11 de junho de 1933 no Rio Ohio perto de Jeffersonville, quando uma ardente e brilhante bola de fogo apareceu a cerca de não mais de 50 metros do solo. Em descrições posteriores ele noticia que, ouviu-se uma Voz que disse, "Como João Batista precursou a primeira vinda de Cristo, a sua mensagem precursará a sua segunda vinda!".
Branham declarou que ele estava orando sozinho, tarde da noite, durante sua busca por um sentido na sua vida, em que havia muitas coisas estranhas, em 1946 ou 1947, quando um anjo de luz lhe apareceu, dizendo: "Não temas. Eu sou um enviado da presença do Deus Altíssimo para lhe dizer que seu peculiar nascimento e sua vida estranha serviu para indicar que você tem uma mensagem a ser pregada às pessoas do Mundo. Se você for sincero na sua oração e fizer com que as pessoas creiam em ti, nada subsistirá diante da sua oração, nem mesmo o câncer. Você viajará por muitas partes da Terra e orará por reis, legisladores e muitos. Você irá pregar por multidões ao redor do mundo." Branham mais tarde defendeu que seu ministério e seus encontros com grandes homens das nações foi o cumprimento desta profecia.
O compromisso de Branham com o sobrenatural incluiu declarações de milagres. Ele declarou que, em 1948, Deus lhe mostrou em uma visão um garoto despedaçado em uma rodovia, o qual foi ressuscitado. Nesta data, ele pediu para que as pessoas na audiência marcassem sua declaração nas capas de suas Bíblias. Seu testemunho conclui então que tal manifestação se cumpriu dois anos depois, numa viagem missionária a Helsinque, na Finlândia, em 1950, por razão de um atropelamento próximo a Kuopio, vitimando um garoto que andava de bicicleta. Branham surgiu logo após o fato no local do acidente, quando viu o corpo despedaçado do menino e então se recordou da visão. Orou pelo garoto que levantou-se vivo no mesmo instante, na presença de todos, fato que, segundo conta, foi publicado na revista local, e testemunhado por muitos, inclusive policiais rodoviários.
Numa noite de 24 de janeiro de 1950, uma fotografia foi tirada durante um encontro de pregação no Sam Houston Coliseum Estádio, em Houston, Texas. Branham estava parado no pódio, manifestou-se um halo de fogo por sobre sua cabeça. Uma fotografia deste fenômeno foi tirada, sendo a única do filme fotográfico que não se queimou. George J. Lacy, o Investigador de documentos do FBI, famoso no mundo todo, sujeitou o negativo a teste e declarou em uma conferência que, "No meu conhecimento, esta é a primeira vez em toda a história do mundo que um ser sobrenatural foi fotografado e comprovado cientificamente". O original da fotografia está nos arquivos do Departamento Religiosos da  Smithsonian Institution, em Washington, DC.
Dentre as profecias ditas pelo William Branham, uma é bastante mencionada dentre os adeptos da religião e, principalmente, por quem questiona a idoneidade de sua vindicação profética: William Branham disse ao seu filho, Billy Paul, que a costa da Califórnia afundaria. O desastre deveria ocorrer num tempo próximo, pois Branham disse que seu filho veria este acontecimento antes mesmo de se tornar um homem velho. Segundo William Branham a visão não lhe deixou claro o tempo que essa catástrofe ocorreria, porém segundo seus estudos bíblicos ele acreditava que a Era terminaria por volta de 1977, o que muitos críticos e religiosos interpretaram como se ele tivesse dito que o fim do mundo seria neste ano, fato que, posteriormente, relendo seus sermões, foi descoberto que Branham referia-se a Era de Laodiceia, uma era espiritual.
Em seu livro "Uma Exposição das Sete Eras da Igreja" ele diz que no dia de Pentecostes, do livro de Atos, iniciou-se a primeira das sete eras espirituais da Igreja nas quais o próprio Jesus trabalharia espiritualmente para redimir um povo seleto que são parte do próprio Deus e que foram manifestados na Terra.

## Doutrinas e Ensinamentos de Branham
Branham pregou milhares de sermões, nos quais 1.206 foram gravados em fita, e posteriormente transcritos em livretos.
Com relação a profecias, Branham indicou que lhe foram reveladas sete grandes em 1933, mas quando veio a enunciá-las em sermões gravados, indicou que as primeiras cinco já se haviam realizado. (Branham, William. "A Era de Laodiceia", editada por Lee Vayle, §15):
1. | “ | Mussolini invadiria a Etiópia e aquela nação “cairia à sua passagem.” . Mas a visão dizia também que Mussolini chegaria a um terrível fim, com seu próprio povo revoltando-se contra ele. | ” |
2. | “ | A visão seguinte predizia que um austríaco por nome Adolf Hitler se levantaria como ditador sobre a Alemanha, e que ele arrastaria o mundo a uma guerra. Ela mostrava a linha Siegfried e como nossas tropas teriam um tempo terrível para vencê-la. A seguir ela mostrava que Hitler chegaria a um fim misterioso. | ” |
3. | “ | Haveria três grandes ismos, Fascismo, Nazismo, Comunismo, porém que os primeiros dois seriam absorvidos no terceiro. A voz exortava, “Observe a Rússia, observe a Rússia. Mantenha os seus olhos no rei do Norte.” | ” |
4. | “ | A quarta visão mostrava o grande avanço na ciência que viria logo após a Segunda Guerra Mundial. Ela era encabeçada pela visão de um carro com capota como uma bolha de plástico, que estava percorrendo maravilhosas super estradas de modo que as pessoas apareciam assentadas nesse carro e eles estavam disputando alguma espécie de jogo para se distraírem e não precisava de motorista, não tendo nem mesmo direção. | ” |
5. | “ | A quinta visão tinha que ver com o problema moral de nossa época,(...) as mulheres começaram a se afastar de seu lugar com o privilégio do voto. Então cortaram seus cabelos, o que significa que elas não estavam mais sob a autoridade do homem, mas insistindo em direitos iguais, ou na maioria dos casos, mais do que iguais. Adotaram roupas masculinas e se enveredaram por uma moda de trajes sumários; até a última figura que vi era uma mulher despida, exceto por uma pequena folha de figo, tipo de avental. | ” |
6. | “ | Se levantou na América, uma mulher linda, porém cruel. Ela mantinha o povo sob seu completo controle. Eu acreditava ser este o levantamento da igreja Católica Romana, embora eu saiba que pudesse se tratar possivelmente de alguma mulher levantando-se em grande poder na América devido a uma votação popular pelas mulheres. | ” |
7. | “ | A última e sétima visão foi aquela na qual ouvi a mais terrível explosão. Quando virei-me para olhar não vi nada mais senão escombros, crateras, e fumaça por sobre toda a terra da América. | ” |
8. | “ | Nós cremos que a igreja de Laodiceia começou em 1906 Eu predigo – Agora lembre-se: “predigo”, especialmente vocês que escutam a fita. EU NÃO DIGO QUE SERÁ, mas predigo que isto terminará por volta de 1977, e que a igreja entrará completamente em apostasia e ela será vomitada da boca de Deus. (Ap 3:16) E a Segunda Vinda, ou o Rapto de Cristo, pode vir A QUALQUER HORA. Agora, EU PODERIA FALHAR isto em um ano, POSSO FALHAR em vinte anos, EU PODERIA FALHAR em cem anos. Eu não sei – Porém eu apenas predigo que segundo uma visão que Ele me mostrou, e considerando o tempo, da maneira que está progredindo, eu digo que isto será em algum momento entre 1933 e 1977. Ao menos, esta grande nação entrará em uma guerra que a fará voar em pedaços. Vê? Agora, isso está muito perto, está bem próximo. E EU PODERIA ESTAR ENGANADO, estou predizendo. Todos que entendem isso digam “amém” [A congregação diz: “Amém” – Ed.] Vê. | ” |

Outras notáveis profecias de Branham incluem:
- Que Los Angeles e parte da Califórnia afundariam no mar. Ele disse que acreditava que isto poderia ocorrer antes que seu filho Billy Paul fosse um `homem velho´ (Pearry Green, Os atos do profeta, p. 119). Billy Paul nasceu em 1935, e seu pai se descrevia a si mesmo como um `velho´ quando ele estava com pouco mais de cinqüenta anos. Branham contou a um grupo de sua igreja: "As pessoas acharam graça da destruição pelo terremoto, quando foi dito que aconteceria, `Assim diz o Senhor´, na Costa Oeste dos Estados Unidos, mas, eu quero que vocês, irmãos, saibam disto, que se vocês tiverem amigos ou relacionamento com pessoas em Los Angeles, se eu fosse você, eu os faria sair de lá o mais rápido o possível". (Pearry Green, Os atos do profeta, p. 115). Muitos cristãos abandonaram a Califórnia, incluindo 95% de uma igreja (Elogio de Serviço Memorial #1, Phoenix, Arizona, 25 de Janeiro de 1966).

Branham ainda se manteve fora da teologia tradicional Cristã, com sua rejeição à doutrina da Trindade. No final dos anos 1940 e início dos anos 1950, Branham se abstinha de comentar sobre este assunto nos encontro interdenominacionais, sendo isto tratado no seu informativo "A Voz da Cura":
| “ | As doutrinas incomuns a denominação, que envolvam mistérios sobre a Soberania Divina, ou concernentes a fórmulas de batismo nas águas, devem ser evitadas nos encontros, e não ser identificado com isto mais tarde. | ” |
Todavia a partir de 1953 Branham anunciava publicamente a Trindade como uma heresia. Por exemplo:
| “ | A hora vem quando eu não eu não poderei mais me silenciar sobre estas coisas: está muito próxima a vinda, vêem? O Trinitarismo é do Diabo. Eu digo que isto é o ASSIM DIZ O SENHOR. Veja de onde isto vem. Isto vem do Primeiro Concílio de Niceia, quando a Igreja Católica tomou o poder. A palavra "Trindade" não é nem mesmo mencionada na Bíblia. E longe de existir três Deuses, pois isto é do inferno. Há um só Deus, e isto é exatamente o correto. | ” |
Freqüentemente, Branham ensinou sobre a divindade, defendendo que não há distinções pessoais entre Jesus, O Pai e o Espírito Santo, e que estas 'pessoas' da Divindade são apenas o mesmo Deus atuando como em diferentes ofícios:
| “ | A Bília diz que Ele mudava a Sua feição, ou Ele mudava a Si mesmo, en morphe. A palavra vem do grego, en morphe, que significa, "um ator grego que atua em alguns atos"; hoje ele é uma coisa, no próximo ato ele é outra pessoa. Ele foi Deus Pai em um ato, Deus Filho em outro ato, e Ele é o Deus Espírito Santo neste ato, vêem? Aí está: Sua Palavra é ainda suprema. Nós estamos vivendo nos últimos dias. | ” |
| “ | Pai, Filho e Espírito Santo, agora, o Pai e o Espírito são o mesmo Espírito. Que Espírito? O Espírito de Deus. E Ele veio no batismo de Jesus e habitou n'Ele: 'Este é meu Filho amado em Quem me apraz habitar.' Ele desceu e habitou em Jesus, e O fez Emanuel (que quer dizer Deus conosco) na Terra. | ” |

## Seus últimos dias

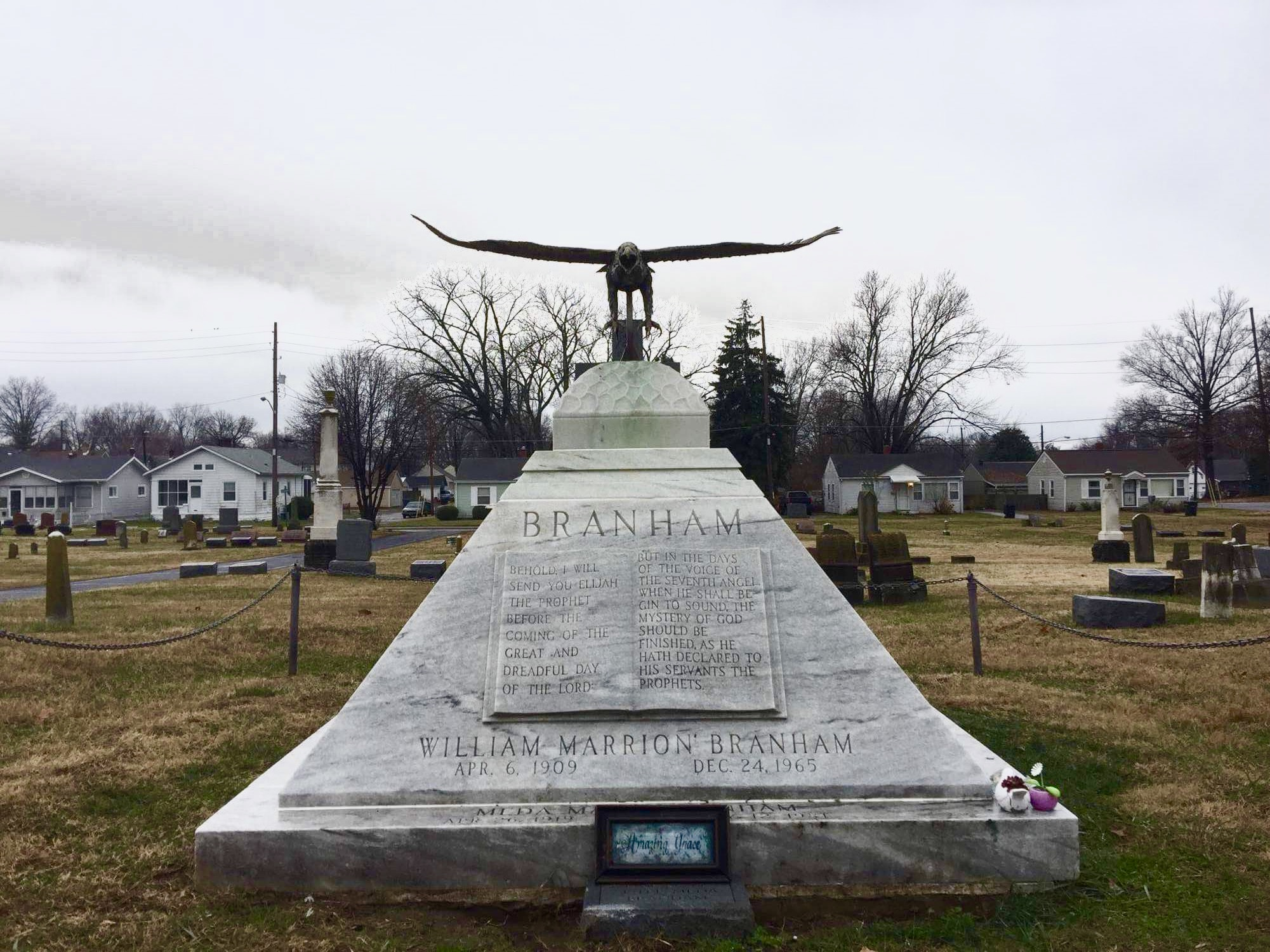
Esta é uma fotografia do túmulo de William M. Branham em Jeffersonville, Indiana.

Em 18 de dezembro de 1965, William Branham e sua família retornavam a Jeffersonville, para os feriados de Natal. Em cerca de 5 quilômetros ao leste de Friona, Texas, o veículo de Branham abalroou outro veículo, vindo na contramão com um dos faróis desligado. Com o acidente, a esposa Meda e sua filha Sarah ficaram gravemente feridas. Meda teria morrido e ressuscitado por uma oração de Branham, ainda consciente. Billy Paul, pediu-lhe que orasse por ele mesmo para que não morresse, porém ele sabia que sua hora havia chegado. Socorridos, Branham e sua família foram removidos do carro e transportados até o Hospital de Friona, sendo depois levados ao Hospital de Amarillo, Texas e ao chegar no hospital todos que estavam lá ficaram curados mesmo os que estavam na U.T.I. Lá, Branham sobreviveu por seis dias, morrendo na véspera de Natal, em 24 de dezembro de 1965, às 17:49h. Seu corpo foi levado à Jeffersonville. Seu sepultamento ocorreu após 3 meses de dua morte.

## A influência de seu ministério profético
As conversões e as demonstrações do poder de Deus em suas reuniões continuaram aumentando até os últimos anos de sua vida. Em Fevereiro de 1961, a Voz dos Homens do Evangelho Completo (agora chamados Associação dos Homens de Negócio do Evangelho Completo) afirmaram: "Nos dias da Bíblia, houve homens de Deus que foram profetas. Mas, em todos os anos da História Sagrada, nenhum destes homens teve um tão grande ministério como o de William Branham, um profeta de Deus... Branham foi usado por Deus, no Nome de Jesus". Os ensinamentos de Branham e sua notoriedade tiveram uma profunda influência nos movimentos Pentecostal e Carismático. Branham morreu em 1965, mas os crentes da Mensagem (como são chamadas as literaturas em que são impressos seus sermões) crêem que seu ministério continuará até a vinda de Cristo, pois tais ensinamentos convertem nossa fé de volta à fé de nossos pais, os apóstolos, e nos prepararão para o Arrebatamento da igreja, em cumprimento às profecias dos Livros de Malaquias 4:5 "Eis que eu vos enviarei o profeta Elias, antes que venha o grande e terrível dia do SENHOR", Mateus 17:11 "Elias virá primeiro, e restaurará todas as coisas", Lucas 17:30 "Assim será no dia em que o Filho do homem se há de manifestar" e Apocalipse 10:7 "...se cumprirá o segredo de Deus...".
Branham revelou que as Sete Igrejas de Apocalipse cap.1 a 3 (Éfeso, Esmirna, Pérgamo, Tiatira, Sardes, Filadélfia, e Laodiceia) representam Sete Eras da Igreja Gentílica, tendo cada qual um mensageiro. A sucessão de mensageiros foi: O Apóstolo Paulo de Tarso, Irineu de Lyon, São Martinho de Tours, São Columba, Martinho Lutero, João Wesley e o William Branham. Com base nos sinais que seguiram seu ministério, os Crentes da Mensagem crêem plenamente que William M. Branham é o Profeta Elias prometido para os últimos dias. A doutrina das 7 eras, bem como o advento do Arrebatamento como sinal da Segunda vinda de Jesus, é fortemente influenciado pelo Dispensacionalismo.
É difícil medir a influência de Branham em outros evangelistas deste período, mas certamente foi ele o pioneiro dos avivamentos em tendas, que antecedeu a era do tele-evangelismo. Branham é sempre mencionado como o líder do primeiro avivamento da segunda onda do pentecostalismo, que varreu os Estados Unidos depois da Segunda Guerra Mundial. Entre aqueles que iniciaram ao mesmo tempo de Branham e de parte da segunda onda do Pentecostalismo (final dos Anos 1940 até metade dos Anos 1950) foram Jack Coe, Oral Roberts, e A. A. Allen. Vale ressaltar que Branham foi um dos primeiros pregadores de "fé" que não pregaram apenas a vinda do Espírito Santo nos últimos dias, mas deram ênfase na fé para cura, como fizeram Coe, Roberts e Allen.
Mas Branham também em suas mensagens condenava qualquer tipo de organização religiosa, declarando que na Bíblia muitos enviados de Deus condenavam organizações religiosas, como as denominações, e predisse, que se Deus demorasse a vir, fariam da sua mensagem também uma organização religiosa.

## Crentes da Mensagem
Os Crentes da Mensagem não se organizam em forma monástica, nem tampouco em associações. Desta forma, não existe uma organização religiosa que coordene ou em que se vinculem. Tal premissa tem permitido um acréscimo substancial de crentes quem sem muitos apelos ou manifestações grandiosas, como fazem a maioria das denominações conhecidas, vem se juntando a essa Mensagem como em Atos 5:13–14.
No Brasil, as igrejas que sustentam os ensinamentos de William M. Branham seguem ramificações doutrinárias distintas, resultado de um desmembramento que se intensificou nos últimos anos (principalmente a partir da década de 1990).
Estatísticas atuais, com base na distribuição de literaturas dos sermões de Branham, apontam que o número de seguidores está na casa dos milhões em todo o mundo. Somente na Índia, por exemplo, dois milhões de Mensagens foram publicadas. A exemplo da Índia, na Ásia, da América do Sul e da África, tal religião alcança com maior facilidade regiões de extrema pobreza e miséria, o que diagnostica a prevalência do viés missionário das religiões cristãs modernas, além desta estatística confirmar o histórico das campanhas realizadas pelo próprio William Branham.